# Pierre Antoine Augustin Bucaille
Pierre Antoine Augustin Bucaille (Lisse, 28 mei 1873 – Den Haag, 26 februari 1942) was een in Suriname actief jurist en politicus.
Hij werd geboren als zoon van Johannes Nicolaas Anthon Bucaille (1840-1900) en Charlotte Elisabeth van Alphen (1846-1913). Zijn vader was toen burgemeester van Sassenheim, later van Voorburg en vanaf 1883 van Groningen.
Na verdediging van stellingen is P.A.A. Bucaille in 1898 bij de Rijksuniversiteit Groningen gepromoveerd tot doctor in de rechtswetenschappen. Rond 1900 ging hij als praktizijn werken in Suriname en in 1907 volgde hij L.L. Beckeringh van Loenen op als rechter bij het Westelijk Ommegaand Gerecht. Later was hij kantonrechter in Paramaribo. Eind 1922 werd hem ontslag verleend waarna hij weer praktizijn werd.
Daarnaast was hij actief in de politiek. In 1920 werd hij bij enkel kandidaatstelling verkozen tot lid van de Koloniale Staten. In 1924 stelde hij zich niet herkiesbaar maar bij de verkiezingen van 1926 deed hij wel mee en werd toen verkozen tot Statenlid.
In december 1928 werd hij failliet verklaard en enkele maanden later werd een aanklacht tegen hem ingediend vanwege verduistering. Bucaille was toen al vertrokken uit Suriname en mede daardoor kwam zijn Statenlidmaatschap te vervallen. Hij werd later in Brussel gearresteerd en midden 1929 in Suriname voor verduistering en valsheid in geschrifte veroordeeld tot een gevangenisstraf van 2,5 jaar. Die straf zou hij in Nederland ondergaan.
Bucaille overleed in 1942 op 68-jarige leeftijd.